# Михайлов, Владимир Алексеевич (футболист)
Влади́мир Алексе́евич Миха́йлов (7 октября 1939, Одесса, Украинская ССР, СССР) — советский футболист и российский тренер.

## Биография

### Карьера игрока
Начинал игровою карьеру в горьковской «Волге», после играл за московские клубы «Торпедо» и «Локомотив». Под конец карьеры играл в калининской «Волге» и в «Труде» (Воронеж).

### Карьера тренера
Тренерскую карьеру начал в качестве ассистента старшего тренера во владимирском «Торпедо», затем в 1978—1979 был старшим тренером липецкого «Металлурга», а в 1981 возглавил дебютировавшую в высшей лиге «Кубань».
В 1981 году перебрался в Казань на должность главного тренера «Рубина». Михайлов пришёл в клуб после череды отставок тренеров, и первый же сезон стал успешным — команда заняла 5 место и усилилась форвардом Вадимом Поповым, которого в клуб пригласил сам Михайлов. В следующим сезоне перед тренером стояла задача вывести клуб в первую лигу, но «Рубин» отстал от победителя челябинского «Локомотива» на два очка. Следующие сезоны при Михайлове оказались провальными и клуб успехов не достиг.
Затем были такие клубы, как липецкий «Металлург», чебоксарская «Сталь», «Знамя Труда», новороссийский «Цемент», а также «Асмарал».
Был женат на актрисе Татьяне Лавровой. В браке родился сын Владимир (1967).

## Достижения
- Чемпион СССР: 1965
- Бронзовый призёр чемпионата СССР: 1968
- Обладатель Кубка СССР: 1968